# Helicopsis cereoflava
Helicopsis cereoflava is een slakkensoort uit de familie van de Hygromiidae. De wetenschappelijke naam van de soort is voor het eerst geldig gepubliceerd in 1851 door M. Bielz.